# Sven Bienert
Sven Bienert (* 4. Juli 1973 in Hagen) ist ein deutscher Wirtschaftswissenschaftler und Hochschullehrer. Er ist Professor an der International Real Estate Business School der Universität Regensburg. Er ist außerdem Chartered Surveyor.

## Leben
Bienert schloss 1995 seine Berufsausbildung zum Bankkaufmann bei der Oldenburgischen Landesbank ab. Im Jahr 1998 erlangte er an der Verwaltungs- und Wirtschaftsakademie bzw. der Deutschen Immobilienakademie der Albert-Ludwigs-Universität Freiburg den Weiterbildungsabschluss Immobilienwirt (VWA). Er beendete 2001 sein Studium zum Diplom-Kaufmann an der Leuphana Universität Lüneburg mit der Auszeichnung „Bester Gesamtabschluss des Jahres 2001/2002“. Während seines Studiums absolvierte Bienert Praktika bei Engel & Völkers sowie bei Arthur Andersen Real Estate.
Von Januar 2002 bis Januar 2003 war Bienert bei KPMG Consulting im Bereich Real Estate angestellt, von Februar 2003 bis Februar 2007 verantwortete er den Fachbereich Immobilienökonomie an der Fachhochschule Kufstein in Österreich. Er legte 2004 seine Dissertation Auswirkungen der neuen Eigenkapitalrichtlinien für Banken (Basel II) auf die Projektfinanzierung in der Immobilienwirtschaft mit summa cum laude ab. Seit Februar 2003 ist er in die Lehre an verschiedenen Hochschulen eingebunden. Seit April 2010 bekleidet er die Professur für Nachhaltigkeit in der Immobilienwirtschaft am IREBS, Institut für Immobilienwirtschaft der Universität Regensburg, und hatte von 2013 bis 2019 die Geschäftsführung / Institutsleitung inne. Seine Forschungsschwerpunkte liegen in der Entwicklung und Integration neuer Ansätze im Nachhaltigkeitsbereich sowie der methodischen Analyse.
Von April 2007 bis Januar 2011 leitete Bienert bei der KPMG Financial Advisory Services den Geschäftsbereich Real Estate österreichweit. Ferner war Bienert von Februar 2011 bis März 2013 als Geschäftsführer bei der Probus Real Estate GmbH in Österreich tätig und verantwortlich für ca. 2,1 Mrd. Euro Assets under Management in 12 Ländern. Er ist darüber hinaus Mitherausgeber der europäischen Bewertungsstandards (EVS 2009) und engagiert sich zudem bei unterschiedlichen Branchenverbänden im Vorstand und in zahlreichen Gremien, wie der Deutschen Gesellschaft für Nachhaltiges Bauen (DGNB e.V.), dem Zentralen Immobilien Ausschuss (ZIA), der Austrian Association of Real Estate Experts (ARE), dem Verein zur Förderung der Qualität in der Immobilienwirtschaft (ImmQu), dem Institut für Corporate Governance in der deutschen Immobilienwirtschaft (ICG) sowie bis 2017 als Fellow beim Urban Land Institut (ULI). Ferner ist Bienert seit 2014 als Leiter der „Kommission Immobilien“ der Deutschen Vereinigung für Finanzanalyse und Asset Management (DVFA e.V.) tätig. Aufgrund seines langjährigen Engagements für mehr Nachhaltigkeit in der Immobilienwirtschaft ist Bienert seit 2022 Mitglied im "European Valuation Standards Board" der TEGoVA und in der Expert Advisory Group der Science Based Target Initiative (SBTi). Er ist Gutachter und Mitherausgeber zahlreicher wissenschaftlicher Journals der Immobilienbranche, darunter dem Journal of Property Investment & Finance, dem Journal of Sustainable Real Estate oder dem Journal of European Real Estate Research. Neben seiner Professur an der Universität Regensburg ist er mit einem eigenen Forschungsinstitut und Gutachterbüro in Wörgl, Österreich tätig. Er verfügt über umfassende Erfahrungen als allgemein beeideter und gerichtlich zertifizierter Sachverständiger und ist laufend als Berater und Vortragender aktiv.
Bienert war im Zeitraum von Dezember 2016 bis November 2018 bei der CA Immobilien Anlagen AG und von Mai 2019 bis März 2022 bei der Immofinanz AG Mitglied des Aufsichtsrats. Seit Juni 2015 ist er außerdem Teil des Aufsichtsrats der ZIMA Holding AG und seit März 2022 Beiratsmitglied der RATISBONA Holding GmbH & Co. KG. Daneben wurde er 2018 in den DAW Nachhaltigkeitsbeirat berufen. Zudem wurde er 2023 in den Vorstand der DVFA gewählt und verantwortet dort das Ressort Immobilien.
Bienert leitete von 2015 bis Ende 2024 das von der Europäischen Kommission unter ihrem Förderprogramm Horizont 2020 geförderte Forschungsprojekt Carbon Risk Real Estate Monitor (CRREM), mit welchem wissenschaftlich fundierte Dekarbonisierungspfade für den Immobiliensektor hergeleitet wurde, um dadurch einen Standard zur Messung von Treibhausgasemissionen im Gebäudesektor und der Beurteilung der Nachhaltigkeit von Immobilien zu definieren. So lassen sich die nachhaltige Performance von Immobilien (-portfolien) mit den Zielen des Pariser Klimaabkommens in Einklang bringen und die Vermeidung zukünftiger regulatorischer bzw. transitorischer Risiken unterstützt werden. In diesem Kontext bezeichnet der nunmehr geläufige Begriff „stranded asset“ Immobilien, welche nicht mehr mit den Zielen des Pariser Klimaabkommens d’accord sind. Dieser Standard wurde inzwischen von verschiedenen Marktteilnehmern akzeptiert und global verwendet. Bienert leitet außerdem ein Teilprojekt des von der Deutschen Forschungsgemeinschaft (DFG) geförderten Projekts Transara Sakralraumtransformation.
Als Wissenschaftler wurde er hinsichtlich der Auswirkungen von Naturgefahren und Extremwetterereignissen auf Immobilien zitiert und warnt vor den wirtschaftlichen Folgen des Klimawandels und der globalen Erwärmung.

## Ehrungen und Auszeichnungen
- 2005 2. Preis  beim Immobilien-Forschungspreis der Gesellschaft für Immobilienwirtschaftliche Forschung (gif) für seine Dissertation.[30]
- 2007 Gerald Brown Memorial Prize in der Kategorie Best Paper Presented on Real Estate Investment
- 2011 Best Paper Award in der Kategorie Appraisal Studies auf der European Real Estate Society (ERES) Conference 2011[31]
- 2012 RICS Best Paper Award on Sustainability auf der European Real Estate Society Conference
- 2013 Immobilien-Manager Award 2013 als Mitglied der Projektgruppe zur Erarbeitung des Green Lease Guide des ZIA.[32]
- 2013  Auszeichnung seiner Lehre als „Global Showcase“ durch die Royal Institution of Chartered Surveyors (RICS), entsprechend den UN Principles for Responsible Management Education (PRME).
- 2013 Immobilien-Forschungspreis der Gesellschaft für Immobilienwirtschaftliche Forschung (gif) gemeinsam mit Hirsch, für das ImmoRisk Forschungsprojekt zur Quantifizierung von Klimarisiken im Immobilienbereich.[33]
- 2016 Emerald Outstanding Paper Award, gemeinsam mit Braun und Hirsch, für ihre Veröffentlichung Assessment of climatic risks for real estate in der Fachzeitschrift Property Management.[34]
- 2019 ARES Best Paper Award European Market, gemeinsam mit Hirsch und Spanner, für den zur CRREM-Forschungsinitiative zugehörigen Artikel The Carbon Risk Real Estate Monitor – Developing a Framework for Science-based Decarbonizing and Reducing Stranding Risks within the Commercial Real Estate Sector in der Fachzeitschrift Journal of Sustainable Real Estate.[35]
- 2020 Outstanding Paper Award für die Veröffentlichung US Real Estate as target asset for European investors: New empirical evidence of diversification benefits im Journal of Property Investment & Finance.[36]
- 2022 Richard-Ratcliff Award für sein akademisches Wirken, verliehen auf der ARES-Konferenz
- 2022 Manuskriptpreis für Wohnen der ARES, zusammen mit weiteren Autoren.[37][38]

## Publikationen (Auswahl)
- Benedikt Gloria, Johannes Melsbach, Sven Bienert und Detlef Schoder: Real-GPT: Efficiently Tailoring LLMs for Informed Decision-Making in the Real Estate Industry, in: Journal of Property Investment & Finance, Februar 2024
- Ben Hoehn, Hannah Salzberger, Sven Bienert: Asessing climate risk quantification tools - mere fulfillment of duty ot actually beneficial?, in: Journal of Property Investment & Finance, Mail 2024
- Benedikt Gloria, Sebastian Leutner, Sven Bienert: Unveiling the impact of SFDR on unlisted real estate funds: a J-Curve and panel regression analysis, in: Journal of Property Investment & Finance, April 2024
- Chiara Künzle, Julia Wein, Sven Bienert: The underestimated global warming potential of refrigerant losses in retail real estate: the impact of CO2 vs CO2e, in: Journal of European Real Estate Research, Oktober 2023.
- Sven Bienert, Hunter Kuhlwein, Yannick Schmidt, Benedikt Gloria, Berivan Agbayir: Embodied Carbon of Retrofits. Ensuring the Ecological Payback of Energetic Retrofits(PDF; 3,3 MB), ISSN 2663-7634, Wörgl, Österreich, September 2023.
- Erik Landry, Sven Bienert, Madeline Schneider, Caspar Noach, Girl Linthorst: Accounting and Reporting of GHG Emissions from Real Estate Operations - Technical Guidance for the Financial Industry(PDF; 1,6 MB), März 2023
- Sven Bienert, Stanley McGreal, Paloma Taltavull, "Guest Editorial", in: Journal of European Real Estate Research, Vol. 13 No. 3, Dezember 2022.
- Alexander Groh, Hunter Kuhlwein, Sven Bienert: Does Retrofitting Pay Off? An Analysis of German Multifamily Building Data, in: Journal of Sustainable Real Estate (JOSRE), November 2022.
- Julia Wein, Sven Bienert, Hunter Kuhlwein: How to manage your net zero targets with CRREM - Guidelines(PDF; 7,1 MB), Wörgl, Österreich, Juni 2022.
- Julia Wein, Sven Bienert, Maximilian Spanner, Hunter Kuhlwein, Vanessa Huber: CRREM Survey on Transition Risk in Real Estate(PDF; 1,3 MB), Wörgl, Österreich, April 2022.
- Sven Bienert, Julia Wein, Maximilian Spanner, Hunter Kuhlwein, Vanessa Huber, Chiara Künzle, Matthew Ulterino, David Carlin und Maheen Arshad: Managing Transition Risk in Real Estate: Aligning to the Paris Climate Accord, Studie für die United Nations, März 2022.
- Cay Oertel, Ekaterina Kovaleva, Werner Gleißner, Sven Bienert: Stochastic framework for carbon price risk estimation of real estate: a Markov switching GARCH simulation approach, in: Journal of Property Investment & Finance, Februar 2022.
- Sven Bienert, Alexander Groh: Klimaneutralität vermieteter Mehrfamilienhäuser – Aber wie?(PDF; 3,7 MB), Studie für GdW und VDPM e.V., 2022.
- Erik Landry, Julia Wein, Sven Bienert, Maximilian Spanner, Juan José Lafuente, Martin Haran, Peadar Davis, Michael McCord, Daniel Lo, Paloma Taltavull, Raul Perez, Francisco Juárez, Ana María Martinez, Dirk Brounen: CRREM Lessons learned report on best-practise users(PDF; 2,9 MB), Wörgl, Österreich, April 2021.
- Sven Bienert, Peter Geiger, Maximilian Spanner: Naturgefahren und Immobilienwerte in Deutschland(PDF; 4,1 MB), IRE|BS Beiträge zur Immobilienwirtschaft, Heft 25, ISSN 2197-7720, Regensburg, 2020.
- Cay Oertel, Thomas Gütle, Benjamin Klisa, Sven Bienert:  US real estate as target assets for European investors: New empirical evidence of diversification benefits, in: Journal of Property Investment & Finance, Mai 2019.
- Sven Bienert, Jens Hirsch, Maximilian Spanner: The Carbon Risk Real Estate Monitor - Developing a Framework for Science-based Decarbonizing and Reducing Stranding Risks within the Commercial Real Estate Sector(PDF; 1,1 MB), in: Journal of Sustainable Real Estate, Januar 2019.
- Marcelo Cajias, Franz Fürst, Sven Bienert: Tearing down the information barrier: the price impacts of energy efficiency ratings for buildings in the German rental market, in: Journal of Energy Research & Social Science, Januar 2019.
- Jonas Hahn, Jens Hirsch, Sven Bienert: Does “clean” pay off? Housing markets and their perception of heating technology, in: Property Management, August 2018.
- Sven Bienert, Klaus Wagner: Bewertung von Spezialimmobilien, 2. Auflage, ISBN 978-3-8349-4737-6, Wiesbaden, 2018.
- Sven Bienert, Marcelo Cajias, Jens Hirsch: Bewertung des kirchlichen Immobilienbestandes, ISBN 978-3-8487-3352-1, Baden-Baden, 2016.
- Sven Bienert, Peter Geiger: Bewertung des Immobilienbestandes, in: Immobilienmanagement für Sozialwirtschaft und Kirche – Handbuch für Praktiker, ISBN 978-3-8487-2214-3, 2016.
- Sven Bienert: Climate Change Implications for Real Estate Portfolio Allocation – Business as usual or game shift?, in: Urban Land Institute, 2016.
- Jonas Hahn, Verena Keil, Thomas Wiegelmann, Sven Bienert: Office Properties through the Interest Cycle – Performance Impact and Economic Sustainability in Germany, in: Journal of Property Investment & Finance, August 2016.
- Markus Surmann, Wolfgang Brunauer, Sven Bienert: The energy efficiency of corporate real estate assets - The role of energy management for corporate, in: Journal of Corporate Real Estate, Mai 2016.
- Markus Surmann, Wolfgang Brunauer, Sven Bienert: Energy efficiency: behavioural effects of occupants and the role of refurbishment for European office buildings, in: Pacific Rim Property Research Journal (PRPRJ), Mai 2016.
- Thomas Braun, Sven Bienert:  Is Green (still) a Matter of Prime - Stylized Facts about the Location of Commercial Green Buildings, in: Journal of Sustainable Real Estate, November 2015.
- Markus Surmann, Wolfgang Brunauer, Sven Bienert: How does energy efficiency influence the Market Value of office buildings in Germany and does this effect increase over time?, in: Journal of European Real Estate Research, November 2015.
- Jens Hirsch, Thomas Braun, Sven Bienert: Assessment of Climatic Risks for Real Estate, in: Property Management, Oktober 2015.
- Nelufer Ansari, Marcelo Cajias, Sven Bienert: The Value contribution of Sustainability Reporting – empirical evidence for real estate companies, in: Journal of Finance and Risk Perspectives, Oktober 2015.
- Sven Bienert, Wolfgang Schäfers, Werner Knips, Thomas Zinnöcker: Nachhaltige Unternehmensführung in der Immobilienwirtschaft, ZIA, Zentraler Immobilienausschuss (Hrsg.), ISBN 978-3-89984-339-2, Köln, 2015.
- Marcelo Cajias, Franz Fürst, Sven Bienert: Can Investing in Corporate Social Responsibility Lower a Company’s Cost of Capital?, in: Studies in Economics and Finance, Oktober 2014.
- Sven Bienert, Margret Funk: Immobilienbewertung Österreich, 3. Auflage, ISBN 978-3-902266-25-5, Wien, 2014.
- Peter Geiger, Marcelo Cajias, Sven Bienert: The Asset Allocation of Sustainable Real Estate: A Chance for a Green Contribution, in: Journal of Corporate Real Estate, Special Issue: Sustainable Real Estate, März 2013.
- Sven Bienert, Erika Meins: Real Estate, in: Mirjam Staub-Bisang (Hrsg.): Sustainable Investing for Institutional Investors - Risks, Regulation and Strategies, 2012, ISBN 978-1-118-20317-0.
- Marcelo Cajias, Peter Geiger, Sven Bienert: Green Agenda and Green Performance: Empirical Evidence for Real Estate Companies, in: Journal of European Real Estate Research, August 2012.
- Daniela Popescu, Sven Bienert, Christian Schuetzenhofer, Rodica Boazu: Impact of Energy-Efficiency Measures on the Economic Value of Buildings, in: Journal of Applied Energy, Januar 2012.
- Sven Bienert und Thomas Braun: Nachhaltigkeit und Immobilienfonds – Ein Erfolgsrezept der Zukunft? in: Dr. Christoph Schumacher, Dr. Tobias Pfeffer, Hubertus Bäumer (Hrsg.): Praxishandbuch Immobilienfondsmanagement  und -investment, Köln 2011.
- Marcelo Cajias, Sven Bienert: Does Sustainability Pay Off for European Listed Real Estate Companies? The Dynamics between Risk and the Provision of Responsible Information Journal of Sustainable Real Estate, Januar 2011.
- Gerrit Leopoldsberger, Sven Bienert, Wolfgang Brunauer, Kerstin Bobsin, Christian Schützenhöfer: Energising Property Valuation – Putting a Value on Energy Efficient Buildings, in: The Appraisal Journal, Nr. 79, Januar 2011.
- Wolfgang Brunauer, S. Lang, P. Wechselberger, Sven Bienert: Additive Hedonic Regression Models with Spatial Scaling Factors: An Application for Rents in Vienna, in: Journal of Real Estate Finance and Economics, Juni 2010.
- Sven Bienert et al.: Improving the Market Impact of Energy Certification by Introducing Energy Efficiency and Lifecycle Costs into Property Valuation Practice, EU-Forschungsprojekt IEE-Intelligent Energy Europe, www.immovalue.org.
- Sven Bienert, Christian Schützenhöfer: Aspekte der Immobilienbewertung bei G-REITs, in: Stephan Bone-Winkel, Wolfgang Schäfer, Karl-Werner Schulte (Hrsg.): Handbuch Real Estate Investment Trusts, Köln 2008.
- Sven Bienert, Wolfgang Brunauer: Mortgage Lending Value – Prospects for Development within Europe, ERES Best Paper Award, in: Journal of Property Investment & Finance, 2007.
- Sven Bienert: Bewertung von Spezialimmobilien, ISBN 3-409-12522-1, Wiesbaden 2005.
- Sven Bienert: Projektfinanzierung in der Immobilienwirtschaft – Dynamische Veränderungen der Rahmenbedingungen und Auswirkungen von Basel II, Dissertation, Wiesbaden 2005.
- Wiederkehrende Veröffentlichung des "Immobilienreport Regensburg" in Zusammenarbeit mit der Sparkasse Regensburg.[39][40]

## Belege
1. ↑  Dissertationsschrift von Sven Bienert im Katalog der Deutschen Nationalbibliothek
2. ↑  Sven Bienert, MRICS - Fakultät für Wirtschaftswissenschaften (Memento vom 13. Januar 2013 im Internet Archive)
3. ↑  Immobilienbeirat | DGNB. Abgerufen am 12. Juni 2019 (deutsch).
4. ↑  Nachhaltigkeitsrat | ZIA – Zentraler Immobilien Ausschuss. Archiviert vom Original (nicht mehr online verfügbar) am 4. November 2017; abgerufen am 12. Juni 2019.
5. ↑  Vorstand | ARE - Austrian Association of Real Estate Experts. Abgerufen am 12. Juni 2019 (deutsch).
6. ↑  ImmQu Mitglieder. Abgerufen am 12. Juni 2019.
7. ↑  Der Vorstand des ICG – Institut für Corporate Governance. Abgerufen am 12. Juni 2019 (deutsch).
8. ↑  Immobilien - DVFA. Abgerufen am 12. Juni 2019.
9. ↑  Prof. Dr. Sven Bienert, MRICS REV - Universität Regensburg. Abgerufen am 12. April 2022.
10. ↑  Institut für Immobilienökonomie. Abgerufen am 9. Februar 2023 (deutsch).
11. ↑  Improving the Market Impact of Energy Certification, EU-IEE Projekt
12. ↑  Veränderungen im Aufsichtsrat der CA Immo. Abgerufen am 12. Juni 2019 (englisch).
13. ↑  Aktionäre beschließen Dividendenerhöhung und wählen zwei neue Aufsichtsräte | IMMOFINANZ AG. Abgerufen am 12. Juni 2019.
14. ↑  ZIMA Holding AG mit neuem Aufsichtsrat. In: Zima Unternehmensgruppe. 2. Juli 2015, archiviert vom Original (nicht mehr online verfügbar) am 30. Oktober 2020; abgerufen am 12. Juni 2019 (deutsch).
15. ↑  DAW Nachhaltigkeitsbeirat mit Immobilienexperten neu besetzt. Abgerufen am 7. Oktober 2021 (deutsch).
16. ↑  DVFA: DVFA - Vorstandsmitglieder. In: DVFA. Januar 2024, abgerufen am 8. Januar 2024.
17. ↑  DVFA: Bekanntmachung. In: X [ehem. Twitter]. 5. Dezember 2023, abgerufen am 8. Januar 2024.
18. ↑  Cordis - Forschungsergebnisse der EU. Abgerufen am 7. Oktober 2021.
19. ↑  The Carbon Risk Real Estate Monitor (CRREM): a new tool to reduce stranded investments and guide energy-efficiency decisions in real estate. Europäische Kommission, 20. Juli 2012, abgerufen am 7. Oktober 2021.
20. ↑  CRREM Project. Abgerufen am 8. Januar 2025 (britisches Englisch).
21. ↑  Climate-Informed Real Estate Returns In Europe. AEW, abgerufen am 7. Oktober 2021.
22. ↑  Allianz Real Estate targets 25% reduction in global carbon emissions by 2025 en route to carbon net-zero. Allianz, 29. April 2021, abgerufen am 5. Oktober 2021 (englisch).
23. ↑  Sakralraumtransformation. Abgerufen am 7. Oktober 2021 (deutsch).
24. ↑  Immobilien Manager Verlag IMV GmbH & Co KG, Rudolf Müller Mediengruppe Köln: Studie: Absicherung gegen Naturgefahren hat Nachholbedarf. Abgerufen am 7. Oktober 2021.
25. ↑  Süddeutsche Zeitung: Stürme, Dürre, Wassermassen. Abgerufen am 7. Oktober 2021.
26. ↑  Anne-Christin Sievers: Klimawandel bedroht Hauswerte: Land unter. In: FAZ.NET. ISSN 0174-4909 (faz.net [abgerufen am 7. Oktober 2021]).
27. ↑  Henning Jauernig: Unwetter-Risiko: »Schäden können bis zehn Prozent des Immobilienwertes ausmachen«. In: Der Spiegel. 23. Juli 2021, ISSN 2195-1349 (spiegel.de [abgerufen am 7. Oktober 2021]).
28. ↑  Christian Hunziker, Berlin: Risiken durch den Klimawandel: Wenn die Immobilienwerte in Gefahr geraten. In: FAZ.NET. ISSN 0174-4909 (faz.net [abgerufen am 7. Oktober 2021]).
29. ↑  Kristina Pezzei: Klimarisiken verhageln die Wertentwicklung. Handelsblatt.com, 4. Dezember 2020, abgerufen am 7. Oktober 2021.
30. ↑  gif-Immobilien-Forschungspreis - Preisträger (Seite nicht mehr abrufbar, festgestellt im Januar 2023. Suche in Webarchiven), Information sowohl im Weblink als auch im Archivlink nicht mehr abrufbar am 27. Mai 2022
31. ↑  Energising Property Valuation - The Free Library
32. ↑  Ausgezeichnete Nachhaltigkeit: Projektgruppe "greenLease" gewinnt immobilienmanager Award 2013. Abgerufen am 12. Juni 2019.
33. ↑  gif-Forschungspreise verliehen. In: iz-jobs.de. 7. Oktober 2013, abgerufen am 12. Juni 2019.
34. ↑  Auszeichnungen. Universität Regensburg, abgerufen am 12. Juni 2019.
35. ↑  Margit Scheid: Veranstaltungskalender. Universität Regensburg, abgerufen am 12. April 2022.
36. ↑  Cay Oertel, Thomas Gütle, Benjamin Klisa, Sven Bienert: US real estate as target assets for European investors: New empirical evidence of diversification benefits. In: Journal of Property Investment & Finance. Band 37, Nr. 4, 1. Januar 2019, ISSN 1463-578X, S. 398–404, doi:10.1108/JPIF-03-2019-0039.
37. ↑  ARES: American Real Estate Society NEWSLETTER. Abgerufen am 23. Januar 2023.
38. ↑  ARES Awards and Past Winners. Abgerufen am 23. Januar 2023.
39. ↑  Sven Bienert, Josef-Alexander Zeitler, Maximilian Spanner, Sven Conventz, Felix Embacher: Immobilienreport Regensburg. Sparkasse Regensburg, 2017, abgerufen am 7. Oktober 2021 (deutsch).
40. ↑  Sven Bienert, Chiara Künzle, Jürgen Jerger, Katja Meqdam, Christian Steilen, Felix Embacher: Der Immobilienreport Regensburg. Sparkasse Regensburg, 2020, abgerufen am 7. Oktober 2021 (deutsch).

| Personendaten    | Personendaten                        |
| ---------------- | ------------------------------------ |
| NAME             | Bienert, Sven                        |
| KURZBESCHREIBUNG | deutscher Wirtschaftswissenschaftler |
| GEBURTSDATUM     | 4. Juli 1973                         |
| GEBURTSORT       | Hagen                                |